# 卢尔洛
卢尔洛，是匈牙利绍莫吉州所辖的一个村。总面积10.39平方公里，总人口229，人口密度22.0人/平方公里（2011年1月1日）。